# Політика (Арістотель)

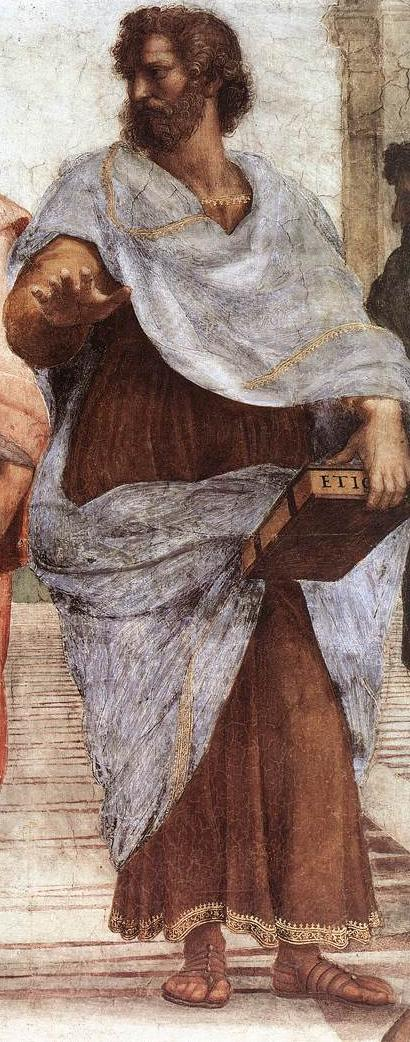
Арістотель з «Нікомаховою етикою» на фресці Рафаеля «Афінська школа»

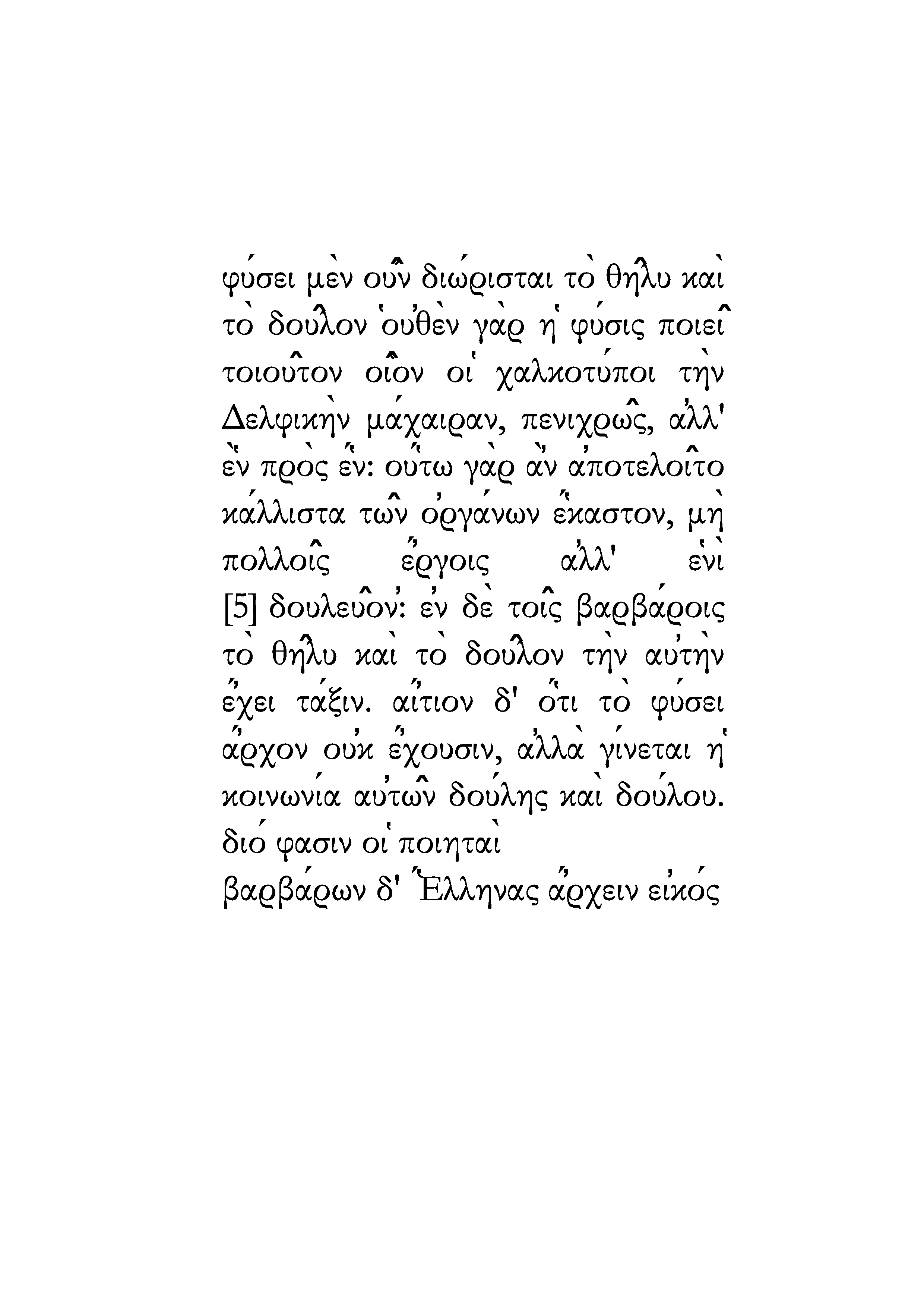
Політика, Книга I, 1252a

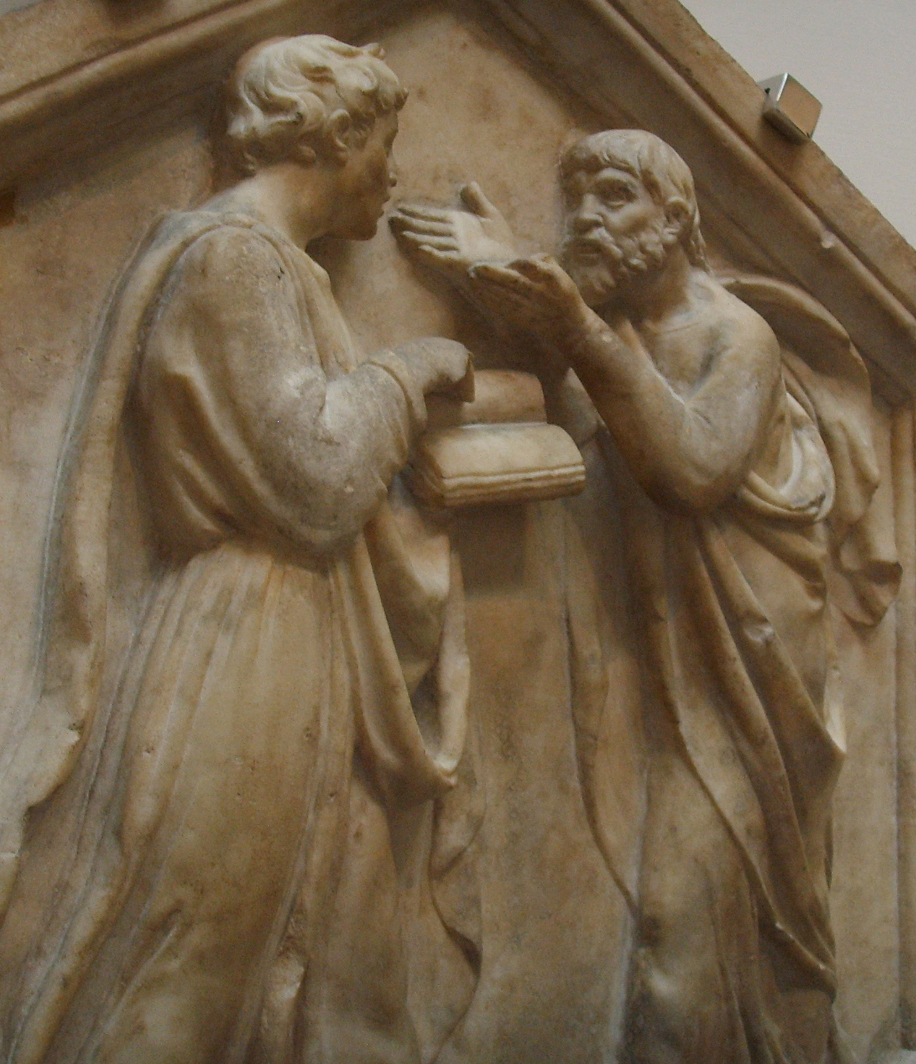
Арістотель та Платон, XV в., Лука Делла Роббіа

Політика (грец. Πολιτικά) — арістотелевський трактат про державу, що містить початки соціальної та політичної філософії, політології, а також теорії управління. Трактат написаний в останні роки (335—322 до н.е.) життя Арістотеля в Афінах, що знаходилися під македонською окупацією. У книзі розглядаються проблеми сім'ї як осередку держави, рабства, громадянства, визначення держави, а також форм її правління та цілей. Дослідники відзначають, що кінцева мета, яку ставить перед собою Арістотель в «Політиці», — теоретична побудова ідеального поліса.

## Зміст

### Книга 1
Арістотель визначає державу (грец. πόλις) як спілкування (грец. κοινωνία), організоване заради спільного блага. Цим держава протиставляється сім'ї (грец. οἰκία) — спілкуванню, що виникло природним шляхом для задоволення щоденних потреб (с. 377, 1252b). Сім'ї, об'єднані в поселення (грец. κώμη), становлять невід'ємну частину держави (с. 380, 401). Арістотель представляє сім'ю як патріархальну, де є домашні раби, а голова сім'ї уподібнений монарху (с. 386). На відміну від пізніших теорій суспільного договору, Арістотель вважає державу природним утворенням, а людину він називає істотою політичною (с. 379, грец. πολιτικὸν ζῷον — 1253a).
Війну Арістотель інтерпретує як «засіб для придбання власності» (с. 389), насамперед рабів, яких вербують із варварів — людей «від природи призначених для підпорядкування, але не охочих підкорятися» (с. 389). Домогосподарство (грец. Οικονομικά — економіка) включає в себе три науки: придбання, користування та управління (с. 398).

### Книга 2
Арістотель критикує ідеальну державу Платона, відстоюючи необхідність збереження приватної власності та сім'ї в державі. Основний аргумент полягає в наступному: «До того, що складає предмет володіння великої кількості людей, застосовується найменша турбота» (с. 406). На думку Арістотеля влада повинна належати тим, хто «носить важке озброєння» (с. 417).

### Книга 3
Арістотель розглядає проблему громадянства. Громадянин — це учасник держави, тобто учасник суду присяжних і народних зборів. Арістотель відмовляв у громадянстві рабам, метекам (іноземцям), ремісникам, а в 7 книзі — і селянам (с. 604). За кількістю громадян у державі він розрізняв 3 «правильні» (тобто націлені на реалізацію суспільного блага) форми правління (с. 457):
- Царська влада (монархія) — форма правління, за якої влада належить одному володареві, який отримує її у спадок, або ж до влади приходить обранець. Спотворенням царської влади є тиранія.
- Аристократія — форма правління, за якої верховна влада належить громадянам, які мають власність та беруть до уваги найвище благо держави. Спотворенням аристократії є олігархія (форма правління, за якої верховна влада належить громадянам, які мають власність та беруть до уваги вигоду заможних громадян).
- Політія — форма правління, коли заради суспільної користі править більшість. Як правило, в політії верховна влада зосереджена в руках воїнів, які озброюються за власний рахунок. Цю форму правління Арістотель вважає найкращою, оскільки «маса менш схильна до руйнування» (с. 478). Спотворенням політії є демократія (влада, яка бере до уваги не суспільне благо, а вигоду бідних, тобто жебраків). В наступному розділі він визначить політію об'єднанням олігархії та демократії (с. 502).

### Книга 4
Арістотель визначає 5 елементів, які становлять державу (с. 493):
- Селяни — виробляють продукти харчування;
- Ремісники — виготовляють знаряддя праці;
- Торговці — займаються обміном та розподілом товарів;
- Чиновники — раціонально керують державою;
- Військові — захищають державу.

Крім названої вище класифікації, населення держави складається з бідної більшості та заможної меншості. Перші мають схильність до демократії, а другі — до олігархії. Щоб запобігти заколотам та громадянським війнам Арістотель пропонує зміцнювати середній клас, тобто сприяти добробуту «громадян, що мають власність середню, але достатню» (с. 508). Арістотель також висуває ідею поділу влади в державі на три частини:
- Законодавчий орган, який займається питаннями війни, миру, союзів та страт;
- Посадовий орган;
- Судовий орган.

### Книга 5
Арістотель розглядає причини конфліктів в державі. Однією з причин нестабільності він вважає «різноплемінність населення» (с. 532), особисті протиріччя в середовищі правлячої верстви (с. 533), а також демагогію, за допопомою якої одна людина здатна зосередити в своїх руках усю повноту влади та стати тираном (с. 537). Для зміцнення стабільності Арістотель пропонує «викликати у громадян різні побоювання» (с. 545), а також зміцнити владу закону, розподілити обов'язки та піклуватися про виховання підростаючого покоління.

### Книга 6
Арістотель аналізує різницю між демократією та олігархією.

### Книга 7
Арістотель проявляє еллінський патріотизм, стверджуючи, що тільки в еллінів мужність та розум знаходяться в гармонії. У європейців є мужність, але не вистачає розуму, тоді як в азіатів є розум, але бракує мужності (с. 601).
Найвищим благом Арістотель вважає щастя. Завданнями держави є:
- Забезпечення їжею;
- Забезпечення комфортом;
- Захист;
- Добробут;
- Релігійний культ;
- Справедливість.

Арістотель зазначає, що громадянам необхідне дозвілля та свобода від задоволення первинних потреб для роздумів та участі в справах держави.

### Книга 8
Арістотель порушує проблему «виховання молоді», зауважуючи, що там, «де цього немає, державний лад потерпає від збитків» (с. 628). Існує чотири основних навчальних предмети (c. 630):
- Граматика;
- Гімнастика;
- Музика;
- Малюнок.